# 卿雲歌
『卿雲歌』（けいうんか）は、二度に亘り定められた中華民国の北洋政府の国歌である。この歌は、『尚書大伝』虞夏伝に由来する。卿雲とは、祥瑞とされる雲の一つであり、司馬遷『史記』天官書には「若烟非烟、若雲非雲、郁郁紛紛、蕭索輪囷、是謂卿雲。卿雲、喜氣也。」（煙のようで煙でなく、雲のようで雲でなく、もくもくと勢いが良く、珍しくくねくねと曲がっているもの、これを卿雲と謂う。卿雲は、吉兆である。）とある。

## 歌詞
原典にある歌は、以下の通り。

卿雲爛兮，糺縵縵兮。
日月光華，旦復旦兮。

### 発音
Qīng yún làn xī, Jiū màn màn xī,
Rì yuè guāng huá, Dàn fù dàn xī.

### 和訳
吉祥である卿雲がきらめき、遠くまで広がっている。太陽と月の光は天地を照らす、今日も明日も。

## 第一次『卿雲歌』
民国元年（1912年）2月，中華民国臨時政府公報に国歌の初稿を掲載し、外に意見を求め歌詞を修正した。初稿は沈恩孚の作詞であり、沈彭年が作曲した。『五族共和歌』とも題され、歌詞は以下のようであった。「亞東開化中華早，揖美追歐，舊邦新造。飄揚五色旗，民國榮光，錦繍河山普照。我同胞，鼓舞文明，世界和平永保。」しかし、袁世凱が中華民国臨時大総統になってから、この歌は定稿にならないまますぐに無くなり、それで終わりになってしまった。
1912年7月，北洋政府教育部部長蔡元培が「國歌研究會」を立ち上げ、民国二年（1913年）に教育部は国歌を募集した。同年に、衆議員汪栄宝が『尚書大伝』虞夏伝の中の『卿雲歌』に少し手を加え、同じく『尚書大伝』に見える舜の言葉を少し変えた「時哉夫、天下非一人之天下也」（Shí zāi fū, tiānxià fēi yīrén zhī tiānxià yě、天下は一人の天下に非ざるなり）を加え、当時北京に滞在していたフランス国籍のベルギー音楽家 Joam Hautstoneに作曲を請うた。そして教育部の審議に提出し呉敬恒らの賛同を得ることができた。1913年4月28日、国会開会時に『卿雲歌』が臨時の国歌と暫定された。この歌は今では忘れられているが、歌詞は以下のようであった。

卿雲爛兮、糺縵縵兮。
日月光華、旦復旦兮。
時哉夫、天下非一人之天下也。

一方、1915年5月23日に袁世凱総統は『中華雄立宇宙間』を国歌として公布した。

## 第二次『卿雲歌』
民国十年（1921年）3月31日公布され、同年7月1日から正式に中華民国北洋政府の国歌となった。蕭友梅作曲。歌詞は以下のようである。
卿雲爛兮、糺縵縵兮。
日月光華、旦復旦兮。

日月光華、旦復旦兮。

1926年、広東の中国国民党は孫中山が演説で使っていた『三民主義歌』を国歌として使い始めた。1928年国民政府が全国を統一した後、『卿雲歌』は正式に廃止された。
1935年、殷汝耕が通州にて成立させた冀東防共自治政府では、国歌を蕭友梅が作曲した『卿雲歌』に戻した。後に来た日本軍によって支えられた中華民国臨時政府（北京）と中華民国維新政府（南京）もまた1940年まで『卿雲歌』を国歌として使った。汪精衛政権が南京で成立後は『三民主義歌』に戻った。

## その他
復旦大学の復旦は、卿雲歌に由来する。